# Піплс-Веллі (Аризона)
Піплс-Веллі (англ. Peeples Valley) — переписна місцевість (CDP) в США, в окрузі Явапай штату Аризона. Населення — 499 осіб (2020).

## Географія
Піплс-Веллі розташований за координатами 34°16′38″ пн. ш. 112°45′55″ зх. д. / 34.27722° пн. ш. 112.76528° зх. д. (34.277224, -112.765341).  За даними Бюро перепису населення США в 2010 році переписна місцевість мала площу 39,21 км², уся площа — суходіл.

## Демографія
Згідно з переписом 2010 року, у переписній місцевості мешкало 428 осіб у 235 домогосподарствах у складі 133 родин. Густота населення становила 11 особа/км².  Було 338 помешкань (9/км²).
Расовий склад населення:
| - 95,1 % — білих - 0,5 % — корінних американців - 0,5 % — чорних або афроамериканців - 2,6 % — осіб інших рас |

До двох чи більше рас належало 1,4 %. Частка іспаномовних становила 8,2 % від усіх жителів.
За віковим діапазоном населення розподілялося таким чином: 5,6 % — особи молодші 18 років, 49,1 % — особи у віці 18—64 років, 45,3 % — особи у віці 65 років та старші. Медіана віку мешканця становила 63,2 року. На 100 осіб жіночої статі у переписній місцевості припадало 101,9 чоловіків;  на 100 жінок у віці від 18 років та старших — 99,0 чоловіків також старших 18 років.
Середній дохід на одне домашнє господарство  становив 66 396 доларів США (медіана — 49 545), а середній дохід на одну сім'ю — 78 178 доларів (медіана — 72 574). За межею бідності перебувало 20,3 % осіб, у тому числі 35,3 % дітей у віці до 18 років та 6,7 % осіб у віці 65 років та старших.
Цивільне працевлаштоване населення становило 177 осіб. Основні галузі зайнятості: роздрібна торгівля — 20,9 %, сільське господарство, лісництво, риболовля — 19,2 %, освіта, охорона здоров'я та соціальна допомога — 12,4 %, науковці, спеціалісти, менеджери — 9,6 %.